# Hexatoma (Eriocera) indecora
Hexatoma (Eriocera) indecora is een tweevleugelige uit de familie steltmuggen (Limoniidae). De soort komt voor in het Oriëntaals gebied.